# 至德 (唐朝)
至德（756年七月—758年二月）是唐肅宗的第一個年号，共计3年。
至德期间称年为载。（参看天寶）

## 改元
- 天寶十五載——七月十二日，改元至德元載。[2][3][4]
- 至德三載——二月五日，改元乾元元年。[5][6][7]

## 纪年
| 至德 | 元載  | 二載  | 三載  |
| ---- | ----- | ----- | ----- |
| 公元 | 756年 | 757年 | 758年 |
| 干支 | 丙申  | 丁酉  | 戊戌  |

## 同期存在的其他政权年号
- - 聖武（756年－757年）：安史之亂—領袖安祿山之年號
  - 天成（758年－759年）：安史之亂—領袖安慶緒之年號
  - 大興（738年－794年）：渤海—渤海文王大欽茂之年號
  - 贊普鍾（752年－768年）：南詔—領袖閣羅鳳之年號
- - 天平胜宝（749年－757年）：奈良時代—孝謙天皇之年號
  - 天平宝字（757年－765年）：奈良時代—孝謙天皇、淳仁天皇、稱德天皇之年號

## 參看
- 中國年號索引
- 其他使用至德年號的政權

## 文內注釋
1. ↑  李崇智，《中國歷代年號考》，第102頁。
2. ↑  劉昫.  . 维基文库.「〔天寶十五載七月〕是月甲子，上即皇帝位於靈武。……是日，御靈武南門，下制曰：『……乃以七月甲子，即皇帝位於靈武。……可大赦天下，改元曰至德。……』」
3. ↑  歐陽脩.  . 维基文库.「〔天寶十五載七月〕甲子，即皇帝位于靈武，尊皇帝曰上皇天帝，大赦，改元至德。」
4. ↑  司馬光.  . 维基文库.「〔至德元載七月甲子〕是日，肅宗即位於靈武城南樓，群臣舞蹈，上流涕歔欷。尊玄宗為上皇天帝，赦天下，改元。」
5. ↑  劉昫.  . 维基文库.「〔至德三載二月〕丁未，御明鳳門，大赦天下，改至德三載為乾元元年。」
6. ↑  歐陽脩.  . 维基文库.「〔乾元元年二月〕丁未，大赦，改元。」
7. ↑  司馬光.  . 维基文库.「〔乾元元年二月〕丁未，上御明鳳門，赦天下，改元。」